# Липе (гмина)
Липе (пол. Lipie) — сельская гмина (волость) в Польше, входит как административная единица в Клобуцкий повет, Силезское воеводство. Население — 6550 человек (на 2005 год).

## Демография
| Перепись                       | Всего   | Всего | Женщины | Женщины | Мужчины | Мужчины |
| ------------------------------ | ------- | ----- | ------- | ------- | ------- | ------- |
| Единицы                        | человек | %     | человек | %       | человек | %       |
| Население                      | 6554    | 100   | 3326    | 50,7    | 3228    | 49,3    |
| Плотность населения (чел./км²) | 66,2    | 66,2  | 33,6    | 33,6    | 32,6    | 32,6    |

## Сельские округа
1. Альбертув
2. Бжузки
3. Данкув
4. Гентковизна
5. Грабаже
6. Юлианув
7. Клесниска
8. Липе
9. Линдув
10. Наполеон
11. Натолин
12. Пажимехы
13. Рембелице-Шляхецке
14. Розалин
15. Станиславув
16. Шишкув
17. Вапенник
18. Зброевско
19. Зимновода
20. Халкув
21. Тронины

## Соседние гмины
1. Гмина Дзялошин
2. Гмина Кшепице
3. Гмина Опатув
4. Гмина Понтнув
5. Гмина Попув
6. Гмина Рудники